# Friday the 13th (jeu vidéo, 1989)
Ne doit pas être confondu avec Friday the 13th, le jeu.
Pour les articles homonymes, voir Friday the 13th (homonymie).
 (décembre 2024).
Si vous disposez d'ouvrages ou d'articles de référence ou si vous connaissez des sites web de qualité traitant du thème abordé ici, merci de compléter l'article en donnant les références utiles à sa vérifiabilité et en les liant à la section « Notes et références ».
Friday the 13th est un jeu vidéo développé par Atlus et édité par LJN, sorti en 1989 sur Nintendo Entertainment System.
Le jeu est basé sur la série de films Vendredi 13. Il est parfois considéré comme l'un des pires jeux de la console (il a à ce titre été testé par l'Angry Video Game Nerd et le Joueur du Grenier).

## Système de jeu
Le jeu commence sur un écran où il faut choisir quel moniteur le joueur veut utiliser. Chacun des moniteurs est situé dans une cabane différente et possède des forces et faiblesses. La hauteur de leurs sauts, leur vitesse de marche ainsi que leur vitesse à avancer dans la chaloupe sont les forces et faiblesses qu'ils peuvent avoir. Tous les personnages commencent avec des roches comme arme qu'ils peuvent lancer aux ennemis (zombies, loups, chauves-souris, ainsi que Jason) qui peuvent laisser, à l'exception de Jason, des bouteilles de vitamines qui remontent l'énergie vitale ou des armes plus fortes, comme des couteaux ou des machettes qui se lancent aussi.
Le but du jeu est d'obtenir la fourche et bien évidemment, de tuer Jason. Pour obtenir la fourche, il faut s'aventurer dans la cave où la tête volante de la mère de Jason se situe. Il faut la battre plusieurs fois avant qu'elle ne laisse la fourche. Après l'avoir battue une fois, elle sera de nouveau dans la cave après avoir battu Jason.
Lorsque Jason apparaît au hasard et qu'il attaque, le joueur doit le frapper assez de fois pour qu'il s'en aille. Il peut aussi attaquer les enfants et les autres moniteurs se trouvant dans les différentes cabanes de la carte. En appuyant sur « Start », la carte s'ouvre, dévoilant ainsi où Jason attaque. Le joueur doit rapidement se rendre dans la cabane où il attaque et le battre pour sauver la vie de la personne qui y est. Si Jason tue assez d'enfants ou s'il tue tous les moniteurs, la partie sera terminée. Lorsqu'il enlève toute la vie d'un moniteur, celui-ci meurt et n'est plus utilisable.
Le jeu permet aussi de changer de moniteur en pleine partie en les visitant directement dans leur cabane ou simplement en appuyant sur Start dans une cabane et en sélectionnant celui que l'on veut. Il devient ainsi plus facile d'aller sauver les enfants se trouvant sur le lac en choisissant quelqu'un plus près de celui-ci qui pourrait avoir une force pour la chaloupe.
Le jeu se déroule sur jours. Chaque jour, il faut battre Jason qui revient le lendemain encore plus fort. Au troisième jour, le joueur peut avoir la fourche en tuant la mère et ainsi tuer Jason dans un dernier combat.